# محافظة رفح
محافظة رفح هي واحدة من 16 محافظة من محافظات السلطة الوطنية الفلسطينية تقع في أقصى جنوب قطاع غزة الذي تديره السلطة الوطنية الفلسطينية بين محافظة خان يونس ومصر. وتعد مدينة رفح مركز المحافظة. ويقع فيها مطار ياسر عرفات الدولي، الذي دمرته القوات الإسرائيلية في الانتفاضة الثانية.

## المحافظون
- عبد الله أبو سمهدانة، (1 يوليو 1996-2001)
- سفيان عبد الله يوسف حمدان الأغا واسمه الحركي مجيد الأغا، ( 2001-2006)
- زهدي القدرة، (2006-2014)
- أحمد نصر، (2 يوليو 2014[4]-10 أغسطس 2023[5])